# Ludwig de Bavaria
Ludwig Wilhelm Duce de Bavaria (n. 21 iunie 1831, München, Regatul Bavariei – d. 6 noiembrie 1920, München, Republica de la Weimar) a fost un general de cavalerie bavarez.

## Biografie
Ludwig Wilhelm, adesea numit Louis, era cel mai mare dintre cei zece copii ai lui Max și ai soției sale Ludovika de Bavaria. Împărăteasa Elisabeta a Austro-Ungariei (Sisi) a fost sora lui. Ludwig Wilhelm a renunțat la dreptul lui de a moșteni titlul de „duce” al tatălui (care i se cuvenea fiind cel dintâi născut), pentru a se căsători în  anul 1859 cu actrița Henriette Mendel (care mai târziu a primit titlul de „Freifrau von Wallersee”/ baroană de Wallersee).
În timpul carierei militare în armata bavareză Ludwig a fost maior în  Regimentul 1 „Chevaulegers” avansând până la gradul de general de cavalerie în iulie 1883.
În noiembrie 1920 Ludwig a murit după o paralizie a inimii (Paralysis cordis). A fost înmormântat în Ostfriedhof (Cimitirul de est) din München (mormântul M-li-251/253).

## Familia
În 1858 Ludwig a devenit tatăl unei fiice, Marie Louise Mendel (n. 24 februarie 1858; d. 4 iulie 1940), care a intrat ulterior în cărțile de istorie sub numele de Marie Louise von Larisch-Wallersee și ca „acea contesă Larisch...”, mai ales datorită implicării ei în tragedia de la Mayerling.
În 1859 se naște un fiu, Karl Emanuel, care a murit la doar trei luni (n. 9 mai 1859 - d. 1 august 1859).
Un an după moartea soției sale (1891) Ludwig s-a căsătorit cu actrița Antonie Barth. Căsătoria s-a sfârșit prin divorț în 1913.

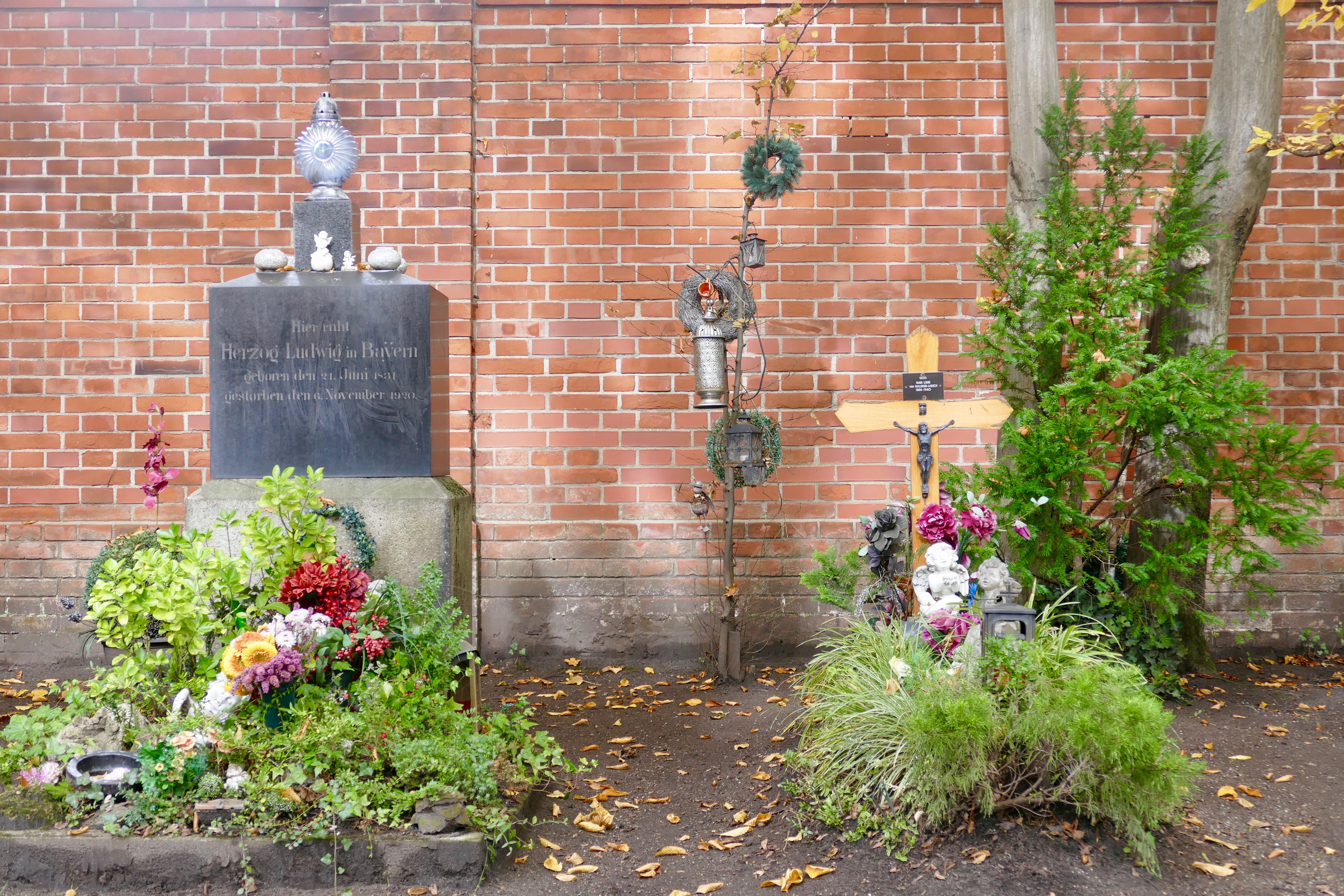
Mormântul lui Ludwig lângă cel al fiicei sale Marie Louise von Wallersee